# سكوت هيلتون
سكوت هيلتون (بالإنجليزية: Scott Hilton)‏ هو لاعب كرة قدم أمريكية أمريكي، ولد في 28 مايو 1954 في هاريسبرج في الولايات المتحدة.

## وصلات خارجية
- سكوت هيلتون على موقع مرجع كرة القدم المحترفة.كوم (الإنجليزية)
- سكوت هيلتون على موقع JustSportsStats.com (الإنجليزية)